# Estamina
Estamina ou estâmina é o vigor ou a capacidade de resistência (que pode ser física ou mental ou mesmo ambas) do ser humano ou outro animal. É a capacidade para os seres humanos e animais para exercer-se através do exercício aeróbico ou exercício anaeróbico por períodos relativamente longos de tempo. A definição de tempo varia de acordo com o tipo de esforço - minutos para exercícios anaeróbicos de alta intensidade, horas ou dias para os de baixa intensidade. Treinamento de resistência pode ter um impacto negativo na capacidade de exercer força física, a menos que um indivíduo comprometa o treinamento de resistência para neutralizar esse efeito.

## Exercícios de resistência ou treinos de resistência
A estâmina pode ser medida com base na prática de exercício de baixa a média intensidade por longos períodos de tempo. Por ex.: Corrida por vários quilômetros ou centenas de; em ciclismo, pedalar até uma dúzia ou milhares de quilômetros; em natação, nadar centenas de metros ou uma dúzia de quilômetros.
Resistência física é diferenciada de outras formas de estresse físico em que a fadiga em exercício de resistência dos músculos e sistema cardiovascular, não force o esforço até ao fim. A necessidade de sono, o acúmulo de substâncias químicas não resíduos recicláveis, o esgotamento das reservas de energia conversível e outros produtos químicos necessários (por exemplo, água, sódio), lesão corporal, a falha psicológica ou alcance da meta vai trazer o esforço para atingir um fim.

## Esporte equestre
No hipismo, há uma modalidade baseada na resistência dos cavalos, que se refere a corridas de longa distância (geralmente 100 milhas). Corridas de resistência (endurance) fizeram parte da história militar e também têm um lugar na história do Oeste americano. O Tevis Cup é uma famosa corrida do oriente para o lado oeste da Sierra Nevada.
É um esporte internacional e está sujeita a nível internacional pela Federação Equestre Internacional (FEI).
O Shahzada é um evento com Australian National Riders Viajando de todo o País para competir, é uma viagem de 400 milhas constituído por 160 km (ou 100 milhas) por dia durante quatro dias.

## Auto Racing
No automobilismo, a resistência refere-se a corridas de curta distância, muitas vezes leages ou mais.